# بانک جزایر فیلیپین

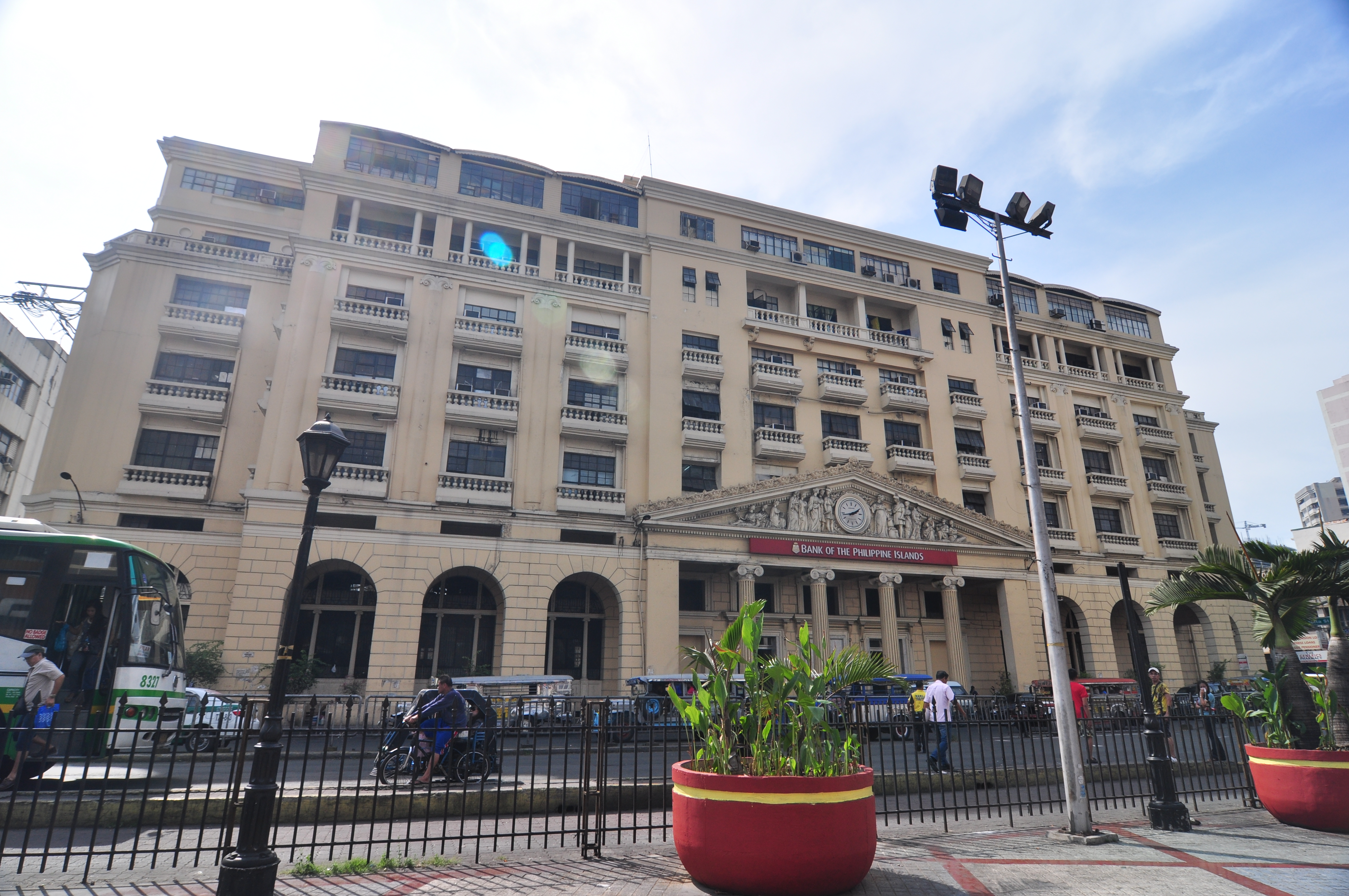
شعبه‌ای از بانک جزایر فیلیپین در شهر مانیل

بانک جزایر فیلیپین (به انگلیسی: Bank of the Philippine Islands) شرکت خدمات مالی و بانکداری فیلیپینی است، که در زمینه ارائه خدمات بانکداری خرد، مدیریت دارایی، بانکداری سرمایه‌گذاری و خدمات بیمه فعالیت می‌کند.
بانک جزایر فیلیپین در سال ۱۸۵۱ به‌عنوان نخستین بانک در منطقه آسیای جنوب شرقی تأسیس شد و در حال حاضر از نظر میزان دارایی، دومین بانک و از لحاظ ارزش بازار سرمایه، بزرگترین بانک فیلیپین می‌باشد.
شعبه مرکزی این بانک در شهر ماکاتی، فیلیپین قرار دارد و بخشی از سهام آن در بازار بورس اوراق بهادار فیلیپین معامله می‌شود. شرکت هلدینگ آیالا کورپوریشن مالک اکثریت سهام بانک جزایر فیلیپین است.